# Santarém (Pará)
Santarém è un comune del Brasile nello Stato del Pará, parte della mesoregione del Baixo Amazonas e della microregione di Santarém. È la terza città dello stato per numero d'abitanti dopo Belém e Ananindeua, nonché il principale centro finanziario, commerciale e culturale della parte occidentale del Pará.

## Geografia
Sorge alla confluenza del fiume Tapajós con il Rio delle Amazzoni, a metà strada tra le due principali città della regione amazzonica: Manaus e Belém.

## Storia
L'attuale città fu fondata dal gesuita lussemburghese Johann Philipp Bettendorff, il 22 giugno 1661 con il nome di "Aldeia dos Tapajós". Subito dopo l'arrivo, i religiosi gesuiti costruirono la prima cappella della regione, intitolandola a Nostra Signora della Concezione.
Essendo il villaggio più popolato del Rio delle Amazzoni nel XVII secolo, l'Aldeia dos Tapajós era un punto da cui partivano le truppe militari portoghesi per muovere guerra alle popolazioni indigene della regione.
Tapajós fu elevato alla categoria di cittadina il 14 marzo 1758 dal governatore della Provincia di Grão-Pará, Francisco Xavier de Mendonça Furtado, ricevendo poi il nome di Santarém in onore dell'omonima città portoghese.
Santarém fu elevata alla categoria di città il 24 ottobre 1848.

## Società
La città è sede dell'arcidiocesi di Santarém, fondata il 21 settembre 1903.

## Infrastrutture e trasporti

### Strade
La città è attraversata dalla BR-230 che unisce l'Amazzonia con la costa Atlantica.

### Porti
Santarém dispone di uno dei principali porti interni del Brasile.

### Aeroporti
La città è servita dall'aeroporto di Santarém, situato a 15 km ad ovest del centro.

## Sport
La principale società calcistica cittadina è il São Raimundo che disputa le sue partite interne presso il Colosso do Tapajós.